# 나성 독락정
독락정(獨樂亭)은 세종특별자치시 나성동, 제1번국도 대전방향 금남교 좌측 100m 지점에 있는 정자이다.
1984년 12월 29일 충청남도의 문화재자료 제264호로 지정되었으나, 2012년 7월 1일 세종특별자치시 출범에 따라 자동 해제되어, 2012년 12월 21일 세종특별자치시의 문화재자료로 재지정되었다.

## 개요
1437년(세조 19년)에 부안임씨 중시조인 전서공 난수장군의 둘째 아들인 부사공 임목이 건립한 후 여러차례 고쳐지어 현재에 이르고 있다. 망망한 들 한가운데 있는 나성을 등지고 낙락장송이 우거져 있으며, 앞에는 금강이 흐르고 있다.
독락정은 정면 3칸, 측면 2칸의 평면으로 후열 가운데 간에 창호를 달아 마루바닥을 만들고 나머지 부분은 개방하였다. 기단은 화강석 장대석이며 8각 장초석에 원형기둥을 두었다. 지붕은 홑처마 팔작지붕으로 조성하였다.
고려 때 전서의 벼슬을 지낸 임난수 장군은 국권이 조선으로 넘어가자 충신은 두 임금을 섬길 수 없는 뜻을 품고 벼슬을 사양하고 세속에서 벗어나 금강 월봉 아래서 은거하며 16년을 지내다가 타계하였다. 이 정자는 그의 아들 임목이 선인의 절의를 지킨 뜻을 기리기 위하여 건립한 정자이다. 이 정자는 임목이 밀직양양도호부사로 여러고을을 두루 거치다가 낙향하여 여생을 보내던 곳이다.

## 참고 자료
- 나성 독락정 - 국가유산청 국가유산포털
- 나성 독락정 - 세종특별자치시 문화/관광